# 原田睦民
原田 睦民（はらだ むつたみ、1924年6月25日 - 2006年5月18日）は、日本の政治家。全国農業協同組合中央会会長。

## 来歴
広島県生まれ。修道中学校を経て、1945年旧制大阪専門学校（後の近畿大学）応用化学科卒業。1963年～1987年まで広島県議会議員、1981年広島県議会副議長、1982年広島市農業協同組合組合長理事、1991年広島県農業協同組合中央会会長、1996年～2002年全国農業協同組合中央会会長（第10代）、「食料・農業・農村基本法」の制定に尽力し、WTO農業交渉やFTO(国連食糧農業機関)の飢餓防止運動にも取り組んだ。また、JA改革の旗振り役として、JA合併の推進、連合組織の統合、「JAバンク」の創設等に携わった。比治山大学などを運営する学校法人比治山学園の理事長も務めた。2006年没、81歳。

## 叙勲
- 2003年11月 旭日重光章